# 188th Wing

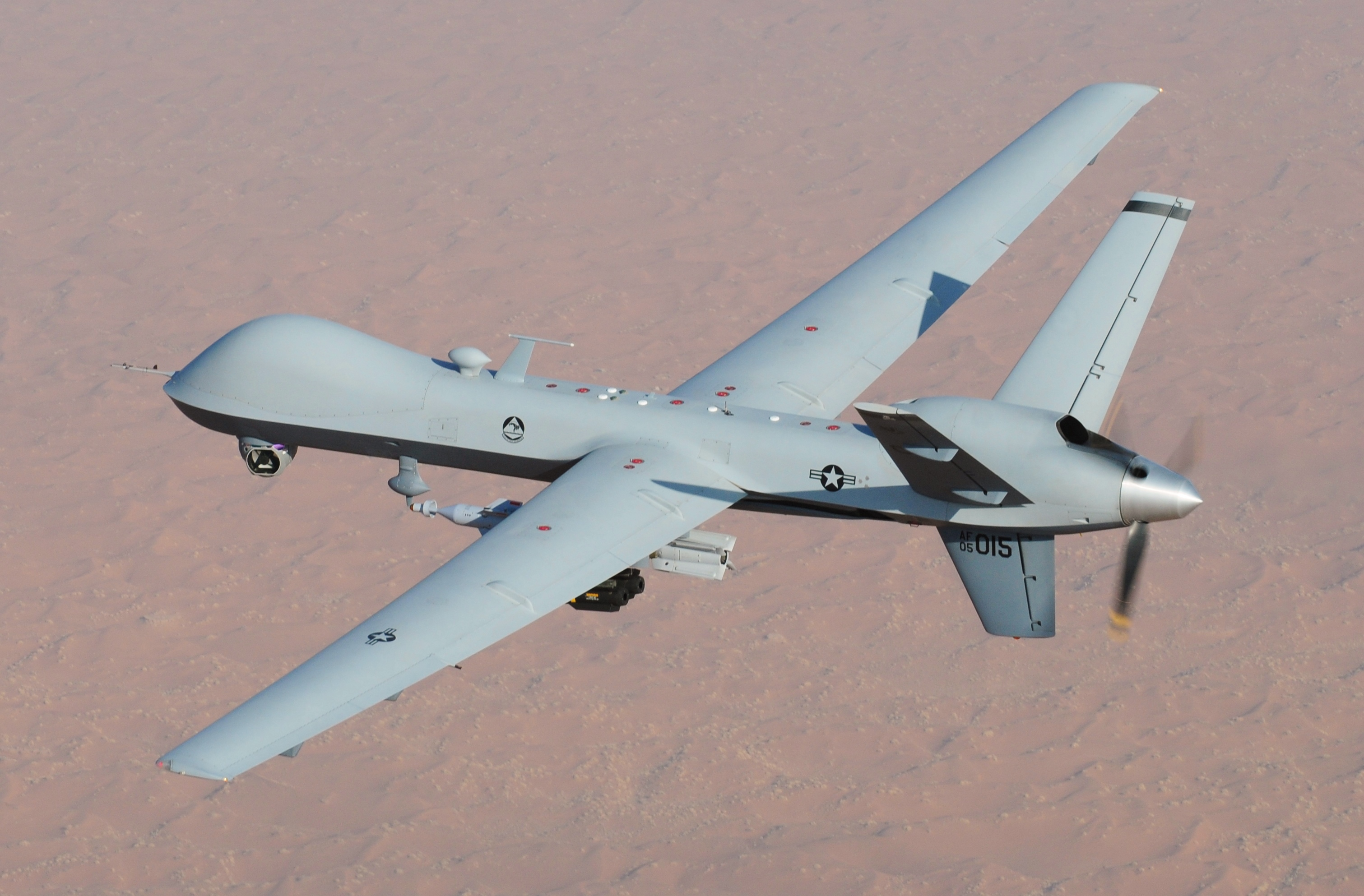
MQ-9 Reaper dello Stormo

Il 188th Wing è uno Stormo composito della Arkansas Air National Guard. Riporta direttamente all'Air Combat Command quando attivato per il servizio federale. 
Il suo quartier generale è situato presso la Fort Smith Air National Guard Station, Arkansas.

## Organizzazione
Attualmente, al settembre 2017, esso controlla:
- 188th Operations Group, striscia di coda rossa con scritta ARKANSAS bianca
  - 188th Operations Support Squadron
  -  184th Attack Squadron - Equipaggiato con MQ-9 Reaper
- 188th Mission Support Group
  - 188th Security Forces Squadron
  - 188th Civil Engineer Squadron
  - 188th Logistics Readiness Squadron
  - 188th Force Support Squadron
  - 188th Communications Flight
- 188th Medical Group
- 188th Intelligence, Surveillance and Reconnaissance Group
  - 123rd Intelligence Support Squadron
  - 153rd Intelligence Squadron
  - 188th Intelligence Support Squadron
  - 288th Operations Support Squadron